# Bart Van Loo
Bart Van Loo, né le 1er février 1973 à Herentals, est un écrivain belge d'expression néerlandophone. Ses livres sont souvent liés à l'histoire et à la culture française. Bart Van Loo est également conférencier, homme de spectacle et chroniqueur radio.

## Biographie
Bart Van Loo est né le 1er février 1973 à Herentals. Il étudie la philologie romane à l'Université d'Anvers. Après avoir enseigné le français langue étrangère à Anvers, il se consacre à l'écriture,.
Il est un des lauréats de la Villa Marguerite Yourcenar en 2008.
Bart Van Loo travaille pour les magazines Knack, Streven (nl), Tertio (nl) et De Leeswolf. De 2007 à 2014, il est membre du conseil d'administration du PEN Vlaanderen.
À partir de 2006, il se consacre à l'écriture. Son premier livre, Parijs retour. Literaire reisgids voor Frankrijk, un guide de voyage littéraire, est publié cette année-là. C'est avec De Bourgondiërs. Aartsvaders van de Lage Landen (titre français : Les Téméraires) qu'il rencontre le succès.
Au printemps 2012, Bart Van Loo anime une section « France » dans l'émission De Laatste Show de la télévision flamande et intervient dans le talk-show néerlandais De Wereld Draait Door. Avec Karl Vannieuwkerke (nl), il parcourt la France dans une vieille Citroën en quête des racines du Tour de France avec une attention à la gastronomie, à la littérature et à la chanson. Quatre épisodes sont diffusés en juin 2013.
Depuis septembre 2023, un lundi sur deux, à 8 h 50, il présente une réflexion historique sur un thème d’actualité dans Matin Première, à la Première,.
Bart Van Loo manifeste également publiquement ses positions politiques. Il revendique l'identité belge, se dit favorable à l’instauration d’une circonscription électorale fédérale. En 2024, il signe l'appel de 69 personnalités pour une réforme du financement des partis politiques,.
Il est marié à une Française. Ils ont une fille et vivent à Moorsele.

## Principaux ouvrages

### Trilogie française
Après Parijs retour paru en 2006, Bart van Loo publie Als kok in Frankrijk. Literaire recepten en culinaire verhalen  (Comme un cuisinier en France. Recettes littéraires et histoires culinaires) en 2008, un recueil de cuisine littéraire, un essai ludique sur la gastronomie française et les charmes culinaires des chefs-d'œuvre littéraires.
Son troisième livre, O Vermiljoenen Spleet! Seks, erotiek en literatuur, suit en 2010, une histoire de littérature érotique majoritairement française, dans lequelilo explore l'histoire de la honte, du sexe et de la tyrannie de l'érotisme. Il raconte l'évolution sensuelle de l'érotisme et la manière dont notre regard sur la sexualité a changé au fil des années.
Ces trois livres constituent sa trilogie française. En 2011, l'éditeur De Bezige Bij les regroupe en un volume, Eten! Lezen! Vrijen! De Frankrijktrilogie. Une édition de poche pratique suit en 2016.

### Willem Elsschot et théâtre
En 2009, Bart Van Loo écrit avec Vitalski (nl), le dialogue Oot Kwizien Literair. Tous deux jouent le texte au cours des saisons théâtrales 2009-2010 et 2010-2011.
En 2010, il publie Elsschot, Antwerpen en Coraline (Elsschot, Anvers et Coraline) où par le biais d'une histoire d'amour il explique que l'œuvre de Willem Elsschot (grand romancier flamand) est tributaire de Balzac, Zola, Sade et surtout de l'Oulipo qui ne nait pourtant qu'après sa mort (!). Le photographe Alain Giebens illustre le livre qui se déroule à Paris et à Anvers.

### Chanson et radio
Le livre Chanson. Een gezongen geschiedenis van Frankrijk paraît en 2011, de même qu'un double CD et une série d'émissions de la radio Klara portant le même titre. De Charles Aznavour et Jacques Brel dans la Belle Époque à la Marseillaise de Serge Gainsbourg en passant par les bals disco avec Claude François, une histoire chantée de France.
Le spectacle de théâtre musical Chanson, basé sur le livre du même nom, suit en 2014. Il le fait connaître comme artiste de scène.

### Napoléon
En 2014, Bart Van Loo publie Napoleon, de schaduw van de Revolutie (Napoléon, l’ombre de la Révolution). Il relie en un seul récit deux moments importants de l’histoire occidentale : la Révolution française et l'épopée napoléonienne. Il cherche comment, pour Napoléon, s’est forgé l’homme puis le mythe. Il trouve des réponses dans les turbulences de la Révolution, quand la France inventa dans un même souffle la guillotine et les droits de l’Homme, alors que l’ancien monde agonisait et qu’il fallait tout repenser. Il invite à réfléchir aux paradoxes de l’époque et de son personnage phare: Napoléon, qui se rêvait tour à tour en César ou en Alexandre, n’aura-t-il été finalement que l'ombre de la Révolution ?[réf. nécessaire]
En 2023 parait la traduction française, une version revue et augmentée de l'original néerlandais.

### Les Téméraires - Quand la Bourgogne défiait l'Europe
En 2019, paraît De Bourgondiërs. Aartsvaders van de Lage Landen qui narre l'histoire des Ducs de Bourgogne jusqu'à Charles Quint que Bart Van Loo considère comme le dernier des Bourguignons. Il ne se limite pas non plus aux batailles et aux joutes politiques, mais explore également l'âme artistique du Moyen Âge tardif (Sluter, Van Eyck, Van der Weyden…) et s'intéresse à des éléments historico-culturels tels que la foi, la gastronomie, le sens du temps, etc. La thèse centrale de son livre est la création par les ducs de Bourgogne, au cours des XIVe et XVe siècles, d'un nouvel état entre le royaume de France et le Saint-Empire romain germanique: les Plats Pays, le berceau de ce qui deviendra la Belgique et les Pays-Bas. Le livre captive rapidement de nombreux lecteurs.
L'édition française paraît en 2020, sous le titre Les Téméraires - Quand la Bourgogne défiait l'Europe.
Cette même année, a suivi un autre podcast - narré par l'auteur qui a par la suite également signé la version française - et à partir de 2020 également une tournée théâtrale.
En 2021, un podcast en huit épisodes, produit par la RTBF et Klara, est créé à partir de son ouvrage. Van Loo y conte lui-même le cœur de son ouvrage.
Les droits du livre ont été vendus dans dix pays. The Burgundians, sa traduction anglaise, a été inclus dans les Meilleurs livres 2021 par le Times[réf. nécessaire]. Début 2023, plus de 300 000 exemplaires du livre avaient été vendus en Europe. Le livre a été traduit en français, anglais, allemand et italien. Des traductions en polonais, chinois, serbe et espagnol sont prévues.
À partir de 2020, Bart Van Loo présente une adaptation théâtrale en néerlandais, puis à partir de 2023, en français.

## Distinctions
- 2006 : Groene Waterman Publieksprijs pour Parijs retour[14]
- 2022 : Commandeur de l'Ordre de la Couronne[15]
- 2023 : Chevalier des Arts et des Lettres[16]

## Publications

### En français
- Napoléon: L'ombre de la Révolution [« Napoleon. De schaduw van de revolutie »] (trad. du néerlandais par Mireille Cohendy, Isabelle Rosselin), Flammarion, 2023, 592 p. (ISBN 978-2080427526)

- Les Téméraires : Quand la Bourgogne défiait l'Europe [« De Bourgondiërs. Aartsvaders van de Lage Landen »] (trad. du néerlandais par Daniel Cunin, Isabelle Rosselin), Flammarion, 2020, 688 p. (ISBN 978-2081509825)

### En néerlandais
- (nl) Parijs retour. Literaire reisgids voor Frankrijk, Amsterdam, Meulenhoff-Manteau, 2006

- (nl) Als kok in Frankrijk. Literaire recepten en culinaire verhalen, Amsterdam, Meulenhoff-Manteau, 2008
- (nl) Chanson Frankrijk, Bezige Bij b.v, 2011, 295 p.
- (nl) Mijn Frankrijk, Bezige Bij b.v., 2020, 1458 p.
- * O vermiljoenen spleet! Seks, erotiek en literatuur (O vermeillette fente. Sexe, érotisme et littérature, 2010).
- Elsschot, Antwerpen en Coraline (2010, met foto's van Alain Giebens)
- Eten! Lezen! Vrijen! De Frankrijktrilogie (2011, trilogie : Parijs retour, Als kok in Frankrijk en O vermiljoenen spleet!).
- Bleu Blanc Rouge. Reis door Frankrijk in 80 vragen (2012, Bleu Blanc Rouge, Le tour de la France en 80 questions).